# ليبكي
ليبكي (بالروسية: Липки) هي إحدى مدن روسيا في الكيان الفدرالي الروسي تولا أوبلاست.